# Arjaman
Arjaman (sanskrtsky अर्यमन्‌) je védský bůh. Patří mezi Áditje, nebeská božstva personifikující abstrakce, a často je zmiňován společně s Mitrou a Varunou, bohy spravedlnosti a řádu. Ač s těmito postavami do jisté míry splývá odlišuje se od nich svým vztahem k sociálním a manželským svazkům.
Slovo arjaman vychází z praindoevropského *Ajro-men-, stejně jako íránské Airjaman a irské Éremón a možná starohornoněmecký Irmingot. Je vykládáno jako „árjovost“, zároveň však znamená také druh, přítel či společník.
Společně s Mitrou a Varunou je v Rgvédu označován jako „nespící, nemrkající a neoklamatelný“. V Atharvavédu vystupuje do popředí jeho souvislost s manželstvím a stává se bohem který zajišťuje ženám manžele a mužům manželky. Jaan Puhvel jej považuje za božstvo považuje za zbožštěnou personifikaci společenské sebe-identifikace. Podle George Dumézila je Arjaman, společně s Bhagou, méně významným představitel první indoevropské funkce – svrchovanosti. Martin Golema v témže duchu považuje za jeho analogii slovanského Striboga. Jan Filipský jej označuje za vládce soumraku, který odpouští lidem jejich provinění a zajišťuje jejich bezpečí a pohodlí na cestách.